# Нарушительница
«Нарушительница» (англ. The Intruder) — триллер британо-канадского производства режиссёра Дэвида Бэйли 1999 года.

## Сюжет
Молодая девушка Кэтрин, приехав из Европы в Канаду, выходит замуж за музыканта Ника Жирара, жена которого погибла два года назад. Спустя некоторое время Кэтрин начинает казаться, что их квартиру посещает какая-то посторонняя женщина. Она находит следы чужой помады на бокале, передвинутые вещи, чужие волосы на щётке. Хорошая знакомая Ника (и, возможно, его бывшая любовница) по имени Бэдж Мюллер рассказывает Кэтрин об обстоятельствах смерти Стеллы, бывшей жены Ника. Стелла была застрелена в квартире неизвестным из пистолета, убийца и орудие преступления не были найдены. Позднее Кэтрин узнаёт, что у Стеллы также было ощущение присутствия в квартире некой женщины. Чарли, друг Ника, высказывает ей соображение, что прошлое и настоящее могут одновременно пересекаться.
Дальнейшие события начинают всё больше пугать Кэтрин, она начинает сомневаться в своём психическом здоровье, просит у Бэдж пистолет для самообороны. Кэтрин обнаруживает дневник Стеллы, где та описывает сходные события, но дневник вскоре исчезает. В один из дней она находит своего кота, утонувшего в ванне. Затем погибает её подруга Дейзи, выпав из окна, после чего Кэтрин вновь находит дневник Стеллы. С ужасом она видит, что в дневнике появились новые записи: Стелла пишет об утопленном коте чужой женщины и её подруге, выпавшей из окна. Вспомнив слова Чарли, Кэтрин приходит к выводу, что в этой квартире каким-то образом сливаются время, в котором жила Стелла, и настоящее время. Кэтрин решает объяснить Стелле ситуацию, однако во время встречи та нападает на неё с ножом. Защищаясь, Кэтрин убивает её из пистолета, однако тело Стеллы исчезает. Полиция и муж не верят её словам.

## В ролях
- Шарлотта Генсбур — Кэтрин Жирар
- Чарлз Пауэлл — Ник Жирар
- Настасья Кински — Бэдж Мюллер
- Молли Паркер — Дейзи
- Джон Ханна — Чарли